# Dreifaltigkeitskirche (Dommelstadl)

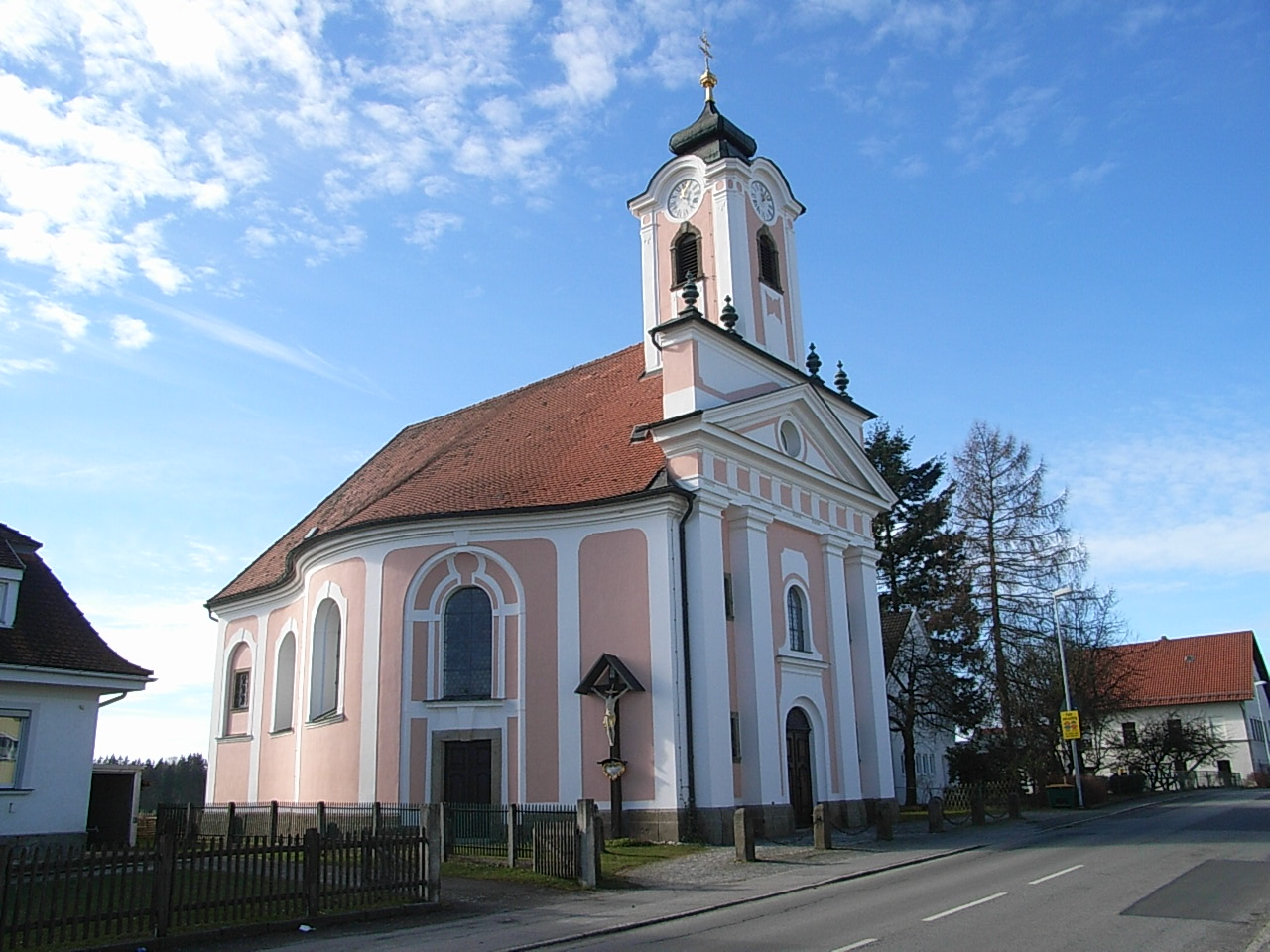
Die Pfarrkirche von Dommelstadl

Die Pfarrkirche Hl. Dreifaltigkeit ist die Pfarrkirche von Dommelstadl, einem Ortsteil von Neuburg am Inn in der Diözese Passau.
Die Kirche wurde von 1734 bis 1751 an der Stelle einer Kapelle erbaut. Baumeister Severin Goldberger lieferte eine mangelhafte Gewölbekonstruktion, worauf ihn Philipp Jakob Köglsperger d. J. ablöste. Ihm kommt der größte Anteil am Bauwerk zu, doch zuletzt musste er Baumeister Johann Michael Schneitmann aus Passau Platz machen.
Bauherr der Kirche war Kardinal Joseph Dominikus von Lamberg, der damalige Inhaber der Grafschaft Neuburg.
Der Portikus der Fassade wird von einem Türmchen mit Zwiebelhaube bekrönt. Schon das Äußere mit dem eher rundlichen Langhaus verweist auf das theologische Anliegen des Gebäudes.
Ähnlich wie bei der Dreifaltigkeitskirche Kappl ging es darum, die Dreifaltigkeit im Kirchenbau zu vergegenwärtigen. So schuf man eine Dreikonchenanlage mit drei Apsidien.
Die Stuckaturen stammen von Johann Baptist d’Aglio. Das Dreifaltigkeitsblatt des 1751 entstandenen Hochaltars malte 1752 Paul Troger, die anderen Bildwerke Johann Georg Unruhe. Die Altäre selbst wurden nach Entwürfen von Johann Peter Mayer gefertigt. Den Hochaltar schuf der Salzburger Steinmetz Johann Adam Stumpfegger aus rotem und grauem Marmor.
In den Aufbau des Hochaltars ist an der Rückseite ein verstecktes Oratorium für den Fürstbischof integriert, von wo aus durch ein ovales Fenster die Messe mitverfolgt werden kann.
Die Kanzel aus dem Jahr 1798 ist ein Werk von Christian Jorhan (dem Jüngeren).
Die Pfarrei Dommelstadl wurde 1812 errichtet.